# David Marty
David Marty (Perpignano, 30 ottobre 1982) è un rugbista a 15 francese, militante come tre quarti centro nel club della sua città natale, il Perpignano.

## Biografia
Fin dalle giovanili nell'U.S. Arlequins Perpignanais, club della cittadina pirenaica in cui è nato, Marty ne milita in prima squadra dal 2001; i migliori risultati sono stati la finale di Heineken Cup 2002/03 (persa contro il Tolosa) e quella di campionato 2003/04 (persa contro lo Stade français).
Esordiente in Nazionale nel Sei Nazioni 2005 (contro l'Italia), Marty vanta la partecipazione, a tutt'oggi, in quattro edizioni del torneo, con vittorie nel 2006 e 2007.
Ha partecipato alla Coppa del Mondo di rugby 2007 (6 incontri, una meta), piazzandosi quarto assoluto nel torneo con la sua Nazionale.
Nel 2009 si è laureato campione di Francia con il Perpignano e, nel 2010, ha vinto con la Francia il Sei Nazioni conseguendo il Grande Slam; l'anno successivo ha partecipato alla Coppa del Mondo di rugby 2011.

## Palmarès
- Campionati francesi: 1
Perpignano: 2008-09